# 혼다 마사나가 (1645년)
혼다 마사나가(일본어: 本多正永)는 에도 시대 전기부터 중기까지의 하타모토, 다이묘이다. 시모사 후나토 번주, 고즈케 누마타번 초대 번주이다. 조부 혼다 마사쓰라(本多正貫) 대에 잃어버린 다이묘의 지위를 다시 되찾았다.
| 전임 혼다 마사나오 | 제3대 후나토 영주 (혼다 산야사에몬가) 1677년 ~ 1688년 | 후임 영에서 번으로 승격 |

| 전임 (혼다 마사시게) | 후나토 번 번주 (혼다 산야사에몬가) 1688년 ~ 1703년 | 후임 폐번 |

| 전임 막부령(사나다 노부토시) | 제1대 누마타번 번주 (혼다 산야사에몬가) 1703년 ~ 1711년 | 후임 혼다 마사타케 |